# Oneworld
Cet article possède un paronyme, voir Oneworld Publications.

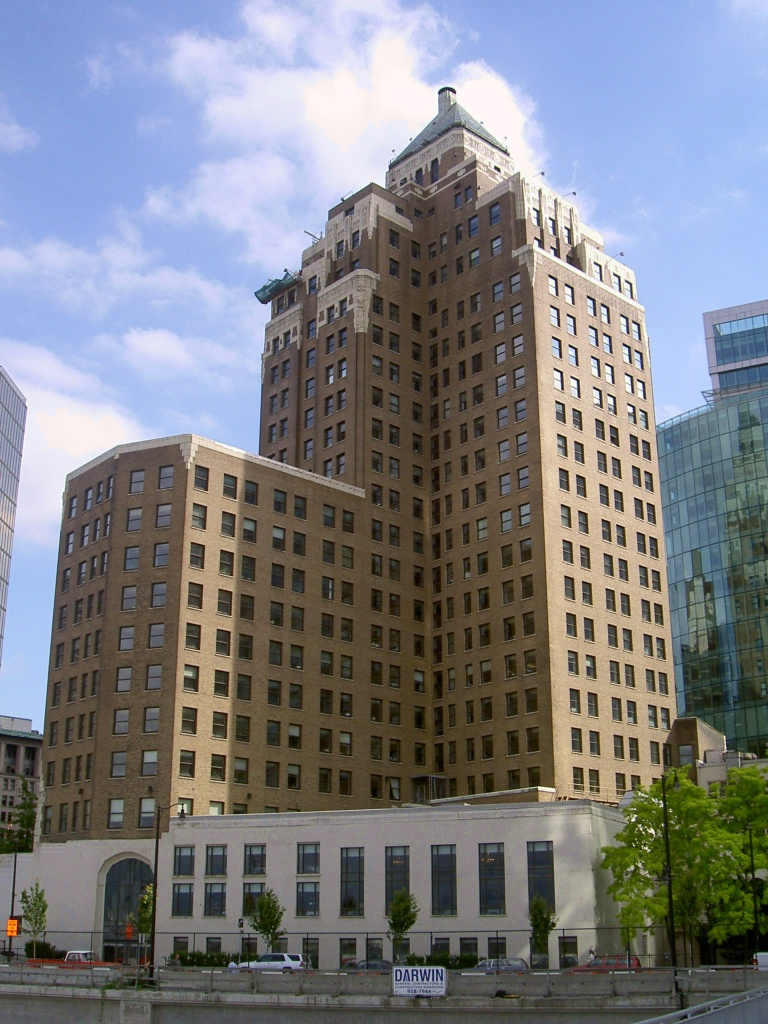
Ancien siège social de Oneworld à Vancouver dans le Marine Building.

Oneworld (typographié « oneworld ») est la troisième plus grande alliance de compagnies aériennes après Star Alliance et Skyteam. Elle a été créée le 1er février 1999. Elle regroupe actuellement quinze membres : Alaska Airlines, American Airlines, British Airways, Cathay Pacific, Fiji Airways, Finnair, Hawaiian Airlines, Iberia, Japan Airlines, Malaysia Airlines, Oman Air, Qantas, Qatar Airways, Royal Jordanian, Royal Air Maroc et Sri Lankan Airlines. Son siège social est situé à Fort Worth, aux États-Unis.

## Historique
Oneworld fut annoncée le 24 septembre 1998, quand American Airlines, British Airways, Canadian Airlines, Cathay Pacific et Qantas annoncent leur intention de former une alliance. Cette alliance a été lancée officiellement le 1er février 1999. Finnair et Iberia rejoignent l'alliance le 1er septembre.  
Aer Lingus et LAN Airlines joignent l'alliance le 1er juin 2000. Après une période financière difficile, un membre fondateur de Oneworld, Canadian Airlines, quitte l'alliance le 1er juin. Elle est rachetée par Air Canada, membre fondateur de Star Alliance.
Entre 2003 et 2004, Swiss International Air Lines accepte l'invitation de joindre l'alliance le 23 septembre 2003, mais le 3 juin 2004, Swiss termine son accord, car elle est acquise par Lufthansa, un membre de Star Alliance.
En 2005, Royal Jordanian accepte l'invitation de joindre Oneworld le 17 octobre, suivie par Japan Airlines le 25 octobre et de Malév  qui accepte une invitation formelle de joindre l'alliance le 22 novembre,,.
Le 5 juin 2006, Japan Airlines accepte une lettre officielle d'invitation à rejoindre Oneworld.
Le 1er avril 2007 Japan Airlines , Royal Jordanian et Malév joignent l'alliance ainsi que quatre membres affiliés de Japan Airlines (JALways, JAL Express, J-Air et Japan Transocean Air) et trois affiliés de LAN Airlines (LAN Ecuador, LAN Perú et LAN Argentina). Le même jour, Aer Lingus quitte volontairement l'alliance. Le 1er novembre, Dragonair, filiale de Cathay Pacific rejoint l'alliance.
Le 9 avril 2008, Mexicana annonce qu'elle rejoindra l'alliance en 2009.
Oneworld célèbre son dixième anniversaire en 2009. Le 26 mai, Oneworld annonce que la compagnie aérienne russe S7 Airlines rejoindra l'alliance en 2010. Le 10 novembre, Mexicana rejoint l'alliance.
Le 9 février 2010, Japan Airlines annonce qu'elle restera dans l'alliance Oneworld, après des mois d'incertitude,. Le 13 février, cinq membres de Oneworld s'entendent pour former une coentreprise ; une fois mise en place en 2011, ces dernières détiendront un peu moins de 50 % du trafic aérien transatlantique et environ 25 % du trafic entre l'Europe et les États-Unis,,. Le 23 février, la compagnie aérienne indienne, Kingfisher Airlines annonce qu'elle joindra l'alliance en 2011. Le 14 juillet, la Commission européenne autorise la fusion de British Airways et Iberia ce qui donnera naissance à la 3e compagnie aérienne mondiale. Le 20 juillet, American Airlines, British Airways et Iberia  obtiennent l'accord du DOT sur leur coopération transatlantique pour la création d'une joint venture pour ainsi gérer les vols entre l'Amérique du Nord et l'Europe. Le 27 juillet, Air Berlin annonce qu'elle rejoindra l'alliance début 2012. Le 28 août, Mexicana et ses filiales annoncent qu'elles cessent leurs opérations immédiatement et pour une durée indéfinie. Le 15 novembre, S7 Airlines rejoint l'alliance,,.
Le 2011, Oneworld invite officiellement Malaysia Airlines l'alliance à mi 2013
Le 20 mars 2012, Air Berlin rejoint une alliance diminuée par la disparition de Malév en février.
Le 1er février 2013, Malaysia Airlines devient le douzième membre de l'alliance. Le 7 mars, est annoncée pour début 2014 l'intégration de TAM Linhas Aéreas au sein de Oneworld après son départ de Star Alliance. Le 31 octobre, LAN Colombia devient membre affilié. Fin octobre, Qatar Airways devient le treizième membre de l'alliance.
Le 31 mars 2014, TAM Linhas Aéreas devient le quatorzième membre de l'alliance, que US Airways intègre le même jour en tant que membre affilié. Le 1er mai, SriLankan Airlines devient le quinzième membre.
En octobre 2017, Air Berlin quitte l'alliance à la suite de son dépôt de bilan. Ainsi, Niki, filiale d'Air Berlin affiliée à Oneworld, quitte également l'alliance.
Le 5 décembre 2018, Oneworld invite officiellement la compagnie marocaine Royal Air Maroc à rejoindre l'alliance. Cette dernière accepte et son entrée est effective mi 2020. Son réseau en 2018 enrichirait celui de l'alliance de 34 nouvelles destinations et 21 nouveaux pays et de 49 nouvelles destinations et 30 pays à l'horizon 2023. Cette entrée consacre enfin la présence de l'alliance sur le continent africain, Royal Air Maroc étant le premier membre africain de l'alliance, là où Skyteam compte en son sein Kenya Airways et Air France, très présentes sur le continent. Star Alliance comptant en son sein Ethiopian Airlines, South African Airways et EgyptAir.
Le 13 février 2020, Oneworld invite officiellement la compagnie alaskaine Alaska Airlines à rejoindre l'alliance. Cette dernière accepte et son entrée sera effective à mi-2021.
Le 1er avril 2020, Royal Air Maroc devient le douzième membre de l'alliance. Un an plus tard, le 31 mars 2021, Alaska Airlines la rejoint à son tour.
LATAM Airlines quittera l'alliance le 1er mai 2020, en raison de la prise majoritaire de capital par Delta Airlines, membre de Skyteam.
Le 19 avril 2022, la compagnie russe S7 Airlines est suspendue de l'alliance à la suite de l'invasion de l'Ukraine par la Russie,.
Le 21 juin 2022, Oneworld invite officiellement la compagnie omanais Oman Air à rejoindre l'alliance à mi 2024,.

## Membres

### Membres actuels et leur(s) membre(s) & membre(s) non affilié(s)
| Compagnies membres  | Pays        | A joint l'alliance | Membre(s) affilié(s)                | Membre(s) non affilié(s)                                   | Livrée |
| ------------------- | ----------- | ------------------ | ----------------------------------- | ---------------------------------------------------------- | ------ |
| Alaska Airlines     | États-Unis  | 2021               | Horizon Air SkyWest Airlines        | –                                                          |        |
| American Airlines   | États-Unis  | 1999               | American Eagle                      | –                                                          |        |
| British Airways     | Royaume-Uni | 1999               | BA CityFlyer Comair Limited Sun Air | –                                                          |        |
| Cathay Pacific      | Hong Kong   | 1999               | Cathay Dragon                       | –                                                          |        |
| Fiji Airways        | Fidji       | 2025               | Fiji Link                           | –                                                          |        |
| Finnair             | Finlande    | 1999               | –                                   | Nordic Regional Airlines                                   |        |
| Iberia              | Espagne     | 1999               | Iberia Express Iberia Regional      | –                                                          |        |
| Japan Airlines      | Japon       | 2007               | J-Air Japan Transocean Air          | Hokkaido Air System Japan Air Commuter Ryukyu Air Commuter |        |
| Malaysia Airlines   | Malaisie    | 2013               | –                                   | –                                                          |        |
| Oman Air            | Oman        | 2025               | -                                   | -                                                          |        |
| Qantas              | Australie   | 1999               | QantasLink                          | Jetstar                                                    |        |
| Qatar Airways       | Qatar       | 2013               | –                                   | –                                                          |        |
| Royal Air Maroc     | Maroc       | 2020               | Royal Air Maroc Express             | –                                                          |        |
| Royal Jordanian     | Jordanie    | 2006               | –                                   | –                                                          |        |
| Sri Lankan Airlines | Sri Lanka   | 2014               | –                                   | –                                                          |        |

### Futurs membres
| Compagnies membres      | Pays        | A joint l'alliance | Membre affilié |
| ----------------------- | ----------- | ------------------ | -------------- |
| Hawaiian Airlines       | États-Unis  | 2026               | -              |
| MIAT Mongolian Airlines | Mongolie    | Est annoncé        | -              |
| Philippine Airlines     | Philippines | Est annoncé        | PAL Express    |
| RwandAir                | Rwanda      | Est annoncé        | -              |
| Starlux Airlines        | Taïwan      | Est annoncé        | -              |

### Intégration annulée
L'intégration de Kingfisher Airlines, un temps annoncée, est annulée due à la cessation de l'activité de cette compagnie.

### Anciens membres
| Ancien membre     | Pays         | A joint l'alliance | A quitté l'alliance                  | Affiliés |
| ----------------- | ------------ | ------------------ | ------------------------------------ | --- |
| Canadian Airlines | Canada       | 1999               | 2000 (acquis par Air Canada en 2001) | Calm Air Canadian North Canadian Regional Airlines Inter-Canadien                                             |
| Aer Lingus        | Irlande      | 2000               | 2007 (acquis par IAG en 2015)        | - |
| LATAM Airlines    | Brésil Chili | 2014               | 1 mai 2020                           | LATAM Argentina LATAM Brasil LATAM Colombia LATAM Chile LATAM Ecuador LATAM Express LATAM Paraguay LATAM Perú |
| Malév             | Hongrie      | 2007               | 3 février 2012 (Faillite)            | – |
| Mexicana          | Mexique      | 2009               | 2010 (Faillite)                      | MexicanaClick MexicanaLink                                                                                    |
| Air Berlin        | Allemagne    | 2012               | 2017 (Faillite)                      | Niki Belair                                                                                                   |
| S7 Airlines       | Russie       | 2010               | 2022 (Suspendue)                     | – |

## Prix
Oneworld a été élue meilleure alliance aérienne du monde en 2010 et en 2013, selon Skytrax,. De plus, elle est élue pour la huitième année consécutive meilleure alliance aérienne au monde à la cérémonie des World Travel Awards en 2010,.